# NGC 2997
NGC 2997 är en spiralgalax belägen på ett avstånd av ca 40 miljoner ljusår från solsystemet i stjärnbilden Luftpumpen, som upptäcktes den 4 mars 1793 av astronomen William Herschel. Den beskrevs av J.L.E. Dreyer som "ett anmärkningsvärt objekt, mycket svagt, mycket stort, mycket gradvis och sedan mycket plötsligt ljusstarkt i mitten och med en kärna på 4 bågsekunder. Den är den ljusaste galaxen i NGC 2997-gruppen av galaxer, och den fanns på omslaget till den första upplagan av Galactic Dynamics av James Binney och Scott Tremaine.
Den är en storslagen galax med en symmetrisk, tvåarmad form. Den morfologiska klassificeringen av NGC 2997 är SAB(rs)c, vilket anger en svagt stavformad spiralgalax (SAB) med en ofullständig ring runt staven (rs) och löst lindade spiralarmar (c). Den lutar i en vinkel på 40° mot siktlinjen från jorden, med storaxeln inriktad med en positionsvinkel på 110°. Armarna innehåller en serie stoftknutar som är stjärnbildande regioner som genereras genom gaskompression från densitetsvågor. I kärnan konvergerar armarna för att bilda en kärnomgivande ring med symmetriskt placerade heta punkter som innehåller superstjärnhopar.

## Supernovor
Ett par supernovahändelser har upptäckts i närheten av galaxen. CCD-bilder tagna den 24 oktober 2003 visade supernovan SN 2003jg, positionerad 11 bågsekunder österut och 15 bågsekunder norr om galaxkärnan. Den fastställdes att vara en supernova av typ Ib/c. Supernovan SN 2008eh rapporterades den 21 juli 2008 och nådde magnituden 15,0. Den positionerades 123 bågsekunder öster om och 34 bågsekunder norr om galaxens kärna.  

## Galleri

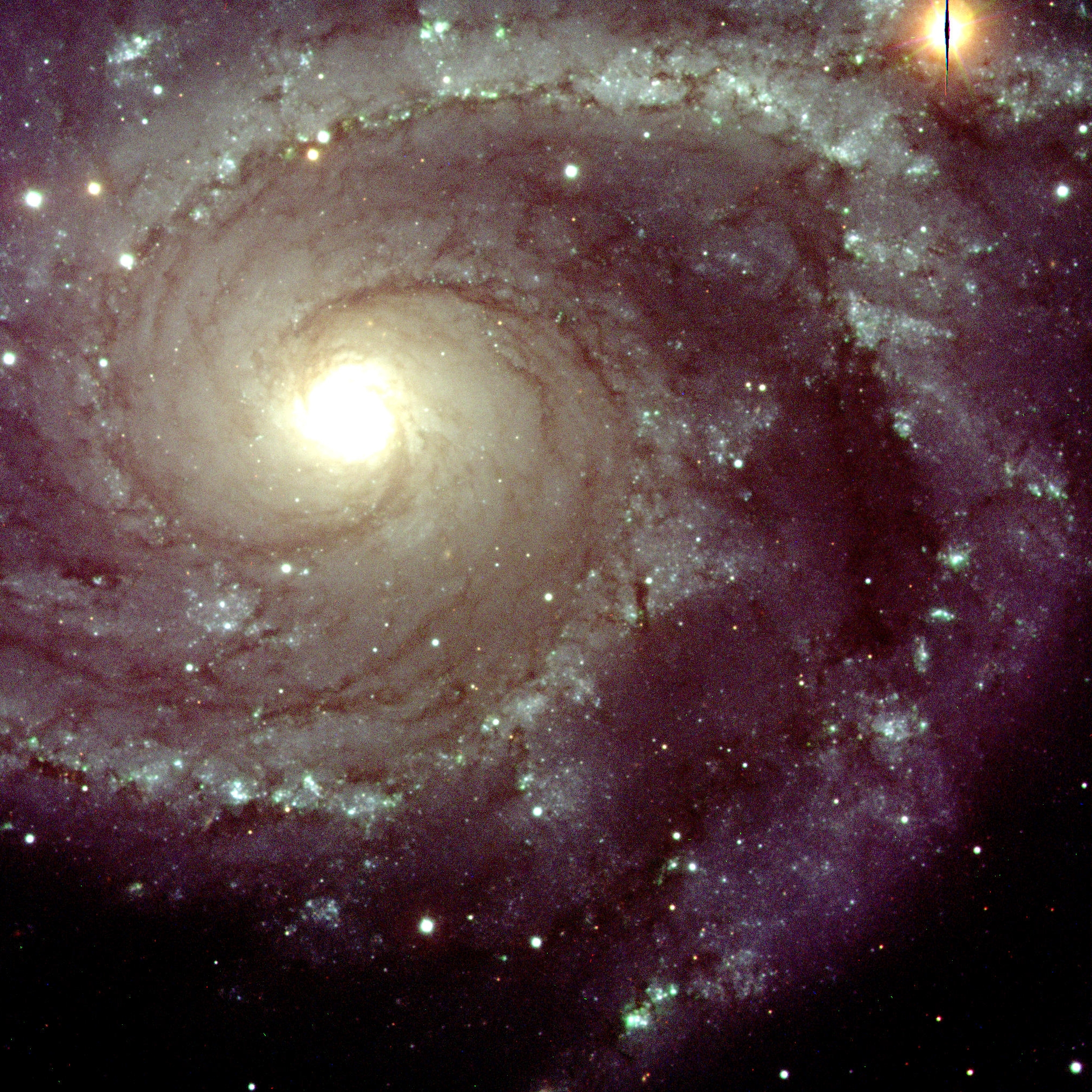
Bild på NGC 2997 tagen med ESO:s Very Large Telescope.